# Learkhisz
Learkhisz (Kr. e. 3. század?) görög költőnő.
Tatianosz említése szerint a Kr. e. 3. században Menesztratosz elkészítette szobrát. Élete és művészete az Ókori lexikon szerint a 20. század elején ismeretlen volt.

## Ajánlott források
- Tatianosz: „Beszéd a görögök ellen”. Ford., szerk. Vanyó László. Budapest: Szent István Társulat. 1984.   313–356. o. = A II. századi görög apologéták. Ókeresztény írók,  8.  (33.)